# Målselva
Målselva er en elv som løber i Troms og Finnmark fylke i Norge. Den bliver dannet hvor Divielva (fra Dividalen) løber sammen med Rostaelva (fra Rostadalen), og løber ud i havet ved Målsnes i bunden af Målselvfjorden, en sidefjord til Malangen. Elven er 140 km lang og afvander et areal på 6.145 km².
Tamokelva, Fjellfrøselva, Kirkeselva, Kjærrelva, Barduelva, Andselva og Takelva løber ud i Målselva i løbet af dens passage igennem Målselvdalen. Lige før sammenløbet med Barduelva danner floden Målselvfossen, Norges nationalfos. Målselva regnes som en af Norges bedste lakseelve, og er lakseførende helt op til Divielva, mere end 100 km fra havet.
De største søer som afvandes af vassdraget er Store Rostavatn, Lille Rostavatn, Dødesvatn, Leinavatnet, Altevatnet, Andsvatnet Fjellfrøsvatnet og Takvatnet.
Målselvvassdraget er reguleret med fire vandkraftværker. Dividalen kraftverk i Dødeselva (Devddesjohka), og kraftværkerne Innset, Straumsmo og Bardufoss som alle ligger i Barduvassdraget.
Målselvutløpet naturreservat blev oprettet i 1995 og blev ramsarområde i 2011.